# Каменский, Николай Михайлович
Граф Никола́й Миха́йлович Каме́нский, Каменский 2-й (27 декабря 1776 [7 января 1777], Российская империя — 4 [16] мая 1811, Одесса, Российская империя) — военный деятель Российской империи, генерал от инфантерии (1809) из рода Каменских, участник наполеоновских войн.

## Биография
Родился 27 декабря 1776 (7 января 1777) года. Младший сын фельдмаршала М. Ф. Каменского, который был известен тяжёлым, деспотичным нравом. Мать Анна Павловна (по рождению княжна Щербатова) не чаяла души в своём первенце Сергее. Отец предпочитал старшему младшего, но и он не избегал суровых наказаний. С детства братья не ладили.
2 июня 1779 года зачислен корнетом в Новотроицкий кирасирский полк. Образование получил в Императорском сухопутном шляхетском кадетском корпусе. 15 апреля 1785 года назначен адъютантом к генерал-лейтенанту Гантвигу, а 4 июля 1787 года к своему отцу. С 23 апреля 1789 года — генеральс-адъютант. 23 апреля 1795 года переведён подполковником в Сибирский гренадерский полк. С 28 апреля 1796 года служил в 10-м егерском батальоне, с 15 февраля 1797 года в Рязанском мушкетёрском полку. 23 июня 1799 года произведён в генерал-майоры и назначен шефом Архангелогородского мушкетёрского полка (В 1799—1801 годах полк назывался «генерал-майора графа Каменского 2-го полк»).
С 20 августа 1799 года в Италии. Вместе со своим полком участвует в Швейцарском походе Суворова. Прославился своими храбрыми и распорядительными действиями: отличился в сражениях на перевале Сен-Готард (13 сентября), Чёртовом мосту (14 сентября), при Альтдорфе (15 сентября), в Мутенской долине (19—20 сентября). Суворов писал фельдмаршалу Каменскому: «Юный сын ваш — старый генерал».
По возвращении в Россию, продолжая командовать своим мушкетёрским полком. В 1802 году фельдмаршал Каменский получил положительные отзывы о сыне от императора Александра I и генерала A. M. Римского-Корсакова.

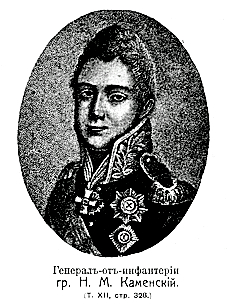
Рисунок из «ВЭС»

В кампанию 1805 года полк Каменского вошёл в состав корпуса Ф. Ф. Буксгевдена. В составе авангарда П. И. Багратиона участвовал в сражении при Аустерлице, в котором его полк потерял 1,6 тысяч человек, а сам он едва не погиб, упав с лошади, убитой ядром, но был спасён прапорщиком Закревским.
В кампании 1807 года командовал 14-й пехотной дивизией. Участвовал в бою при Бергфриде и сражении при Прейсиш-Эйлау. В апреле 8-тысячный отряд Каменского направлен для деблокады Данцига. В первой половине мая вёл упорные бои, потеряв около 1,5 тысячи человек, пытаясь оказать помощь данцигскому гарнизону. Несмотря на все усилия, экспедиция закончилась неудачей и Данциг капитулировал. Участвовал в сражении при Гейльсберге, где его части понесли самые крупные потери — около 1,7 тысяч человек. 12 декабря 1807 года произведён в генерал-лейтенанты. С 15 декабря командир 17-й пехотной дивизии.
Прославился своими действиями во время в войне со Швецией: в 1808 году в Финляндии одержал победы над шведскими войсками при Куортане (19—21 августа) и Оравайсе (2 сентября). С июня 1809 года командовал Улеаборгским корпусом. 7 августа 1809 года победил при Севаре, день спустя сражался при Ратане. С 17 ноября 1809 года — генерал от инфантерии.
Заслужив от командующего Финляндской армией и генерал-губернатора Финляндии Барклая-де-Толли репутацию «искуснейшего генерала», Каменский 4 февраля 1810 года назначен командующим Дунайской армией в войне с Турцией. «Назначение Каменского главнокомандующим Молдавскою армией всех обрадовало: все любили его, все уважали, всем известны были его воинские таланты; никто не знал его болезненного состояния, — свидетельствует Вигель. — В первых числах февраля, благословляемый всею Россией, Каменский отправился в Букарешт».
Стараясь обеспечить солдата продовольствием и освободить его от мелочных тягостей мирного времени — учений, парадов, чистки амуниции, он в то же время внушал командирам, что «кто будет находить невозможности, тот будет сменён другим». Заносчивость и высокомерие 34-летнего главнокомандующего сильно вредили ему. Начальники настолько не терпели его, насколько солдаты боготворили Каменского, делившего с ними все лишения.
Взял турецкие крепости Силистрия, Разград, Базарджик, однако потерпел неудачу при штурме Шумлы и Рущука. 26 августа 1810 года одержал блистательную победу в сражении при Батине. Осенью того же года были взяты турецкие крепости Рущук и Никополь.
Излишне самоуверенный, Каменский старался всего сразу достигнуть бешеным нахрапом и терялся перед «кунктаторством» (осторожной тактикой) противника.
4 февраля 1811 года заболел тяжёлой изнурительной лихорадкой. 12 марта, передав командование Ланжерону, отправился в Одессу. На пути он лишился слуха, и у него обнаружились признаки умственного расстройства. Умер 4 (16) мая 1811 года в Одессе и был похоронен в селе Каменском Орловской губернии рядом с отцом. М. И. Пыляев в книге «Старая Москва» пишет: «Его привезли в Орловскую губернию, в родовое их село Сабурово и похоронили подле отца; но мать просила, чтобы сердце было отдано ей: оно хранилось в приходской церкви ее дома в Москве, в Троице-Зубове, пока она была в живых, a после ее смерти, по ее просьбе, похоронено с нею на кладбище в Девичьем монастыре, где она указала себе могилу возле друга своего, Катерины Блудовой».
Граф Николай Михайлович Каменский не был женат; говорили, что он был женихом графини А. А. Орловой-Чесменской, но свадьба эта не состоялась, хотя невеста навсегда сохранила к нему тёплые чувства.

## Внешний облик
Фаддей Булгарин описывает Николая Каменского как человека среднего роста, сухощавого, смуглого, с серьёзным лицом. Его движения были ловки и скоры. Любил носить сюртук и фуражку.

## Оценка личности

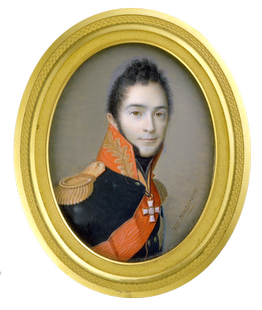
И. Г. Григорьев. Миниатюра из собрания Ростроповича-Вишневской. Начало 1810-х гг.

Личность молодого Каменского нелегко поддаётся оценке. Добрый от природы, но страшно вспыльчивый, он иногда проявлял холодную жестокость. Способный привязать к себе близких, он оскорблял посторонних людей подозрительностью и недоверием, отталкивал их завистливостью и высокомерием. От бесстрашия и безумной храбрости он быстро переходил к крайней нерешительности. Благодаря постоянному напряжению нервов, он мог переносить труды и лишения войны, успехи оживляли его, неудачи действовали удручающе как морально, так и физически. Люди, близко знавшие Каменского (как, например, А. А. Закревский), прощали ему его недостатки, высоко ценили его достоинства и были глубоко ему преданы. Скептически отзывались об его военном даровании и даже личной храбрости гр. П. А. Строганов, кн. В. С. Трубецкой, кн. С. Г. Волконский.
В романе «Война и мир» Л. Н. Толстого имя Каменского упоминается в известном монологе М. И. Кутузова обращенном к Андрею Болконскому:
«…не нужно штурмовать и атаковать, а нужно терпение и время. Каменский на Рущук солдат послал, а я их одних (терпение и время) посылал и взял больше крепостей, чем Каменский, и лошадиное мясо турок есть заставил…»

Кончина молодого блистательного полководца опечалила всю Россию, но нельзя не видеть в этом грустном обстоятельстве милосердия Божия. Если бы Каменский кончил удачно кампанию с турками, он непременно был бы назначен главнокомандующим армиею против французов (в 1812 году), никак не согласился бы на выжидательные и отступательные действия, пошёл бы прямо на Наполеона, был бы разбит непременно, и вся новая история России и Европы приняла бы иной вид — а какой — легко можно сказать теперь, по исходе полувека. Темны и неисповедимы пути Божии! От нетерпения молодого русского генерала на берегах Дуная в 1810 году зависела судьба царств и народов.— Николай Греч
В 1891 году имя графа Каменского 2-го было присвоено Севскому пехотному полку.

## Награды
- Орден Святого апостола Андрея Первозванного (1810)
- Орден Святого Георгия 2-й степени, за успешные действия в Финляндии в войну 1808 года (19.11.1808)[9]
- Орден Святого Георгия 3-й степени, «В воздаяние отличного мужества и храбрости, оказанных в сражении против французских войск 26-го и 27-го января при Прейсиш-Эйлау» (8.04.1807)
- Орден Святого Владимира 1-й степени (1810)
- Орден Святого Владимира 3-й степени (1805)
- Орден Святого Александра Невского (1.09.1808)
- Бриллиантовые знаки к Ордену Святого Александра Невского (1809)
- Орден Святой Анны 1-й степени (1799)
- Орден Святого Иоанна Иерусалимского, командорский крест
- Сардинский Орден Святых Маврикия и Лазаря, большой крест
- Орден Красного орла (1807, королевство Пруссия)[10]